# Jacques Nguyễn Văn Mầu
Jacques Nguyễn Văn Mầu (21 de enero de 1914-31 de enero de 2013) fue un obispo vietnamita de la Iglesia católica.
Nguyễn nació en Ba Ria en 1914. Fue ordenado sacerdote el 21 de septiembre de 1940 y nombrado obispo de Vinh Long tras la renuncia de Antoine Nguyễn Văn Thiện el 12 de julio de 1968, y recibió la consagración episcopal el 12 de septiembre de 1968. Se retiró como obispo de Vinh Long el 3 de julio de 2001, a la edad de 87 años.